# Ammotrechella bonariensis
Espèce
Synonymes
- Ammotrecha bonariensis Werner, 1925

Ammotrechella bonariensis est une espèce de solifuges de la famille des Ammotrechidae.

## Distribution
Cette espèce est endémique de Bonaire,.

## Étymologie
Son nom d'espèce, composé de bonar(i) et du suffixe latin -ensis, « qui vit dans, qui habite », lui a été donné en référence au lieu de sa découverte, Bonaire.

## Publication originale
- Werner, 1925 : Zur Keniitnis der Fauna der Insel Bonaire (Niederländisch Westindien). Arachnida. Zeitschrift fur Wissenschaftliche Zoologie, vol. 125, p. 540-542.